# Brandzeia filicifolia
Brandzeia filicifolia là một loài thực vật có hoa trong họ Đậu. Loài này được Baill. mô tả khoa học đầu tiên.